# Ford Focus
|  | Aquest article tracta del Ford Focus venut a Europa i Austràlia entre d'altres països. Si voleu consultar la informació al respecte del Ford Focus venut als Estats Units, Canadà i Mèxic (aquest últim, fins al 2007), vegeu Ford Focus (Amèrica del Nord) |

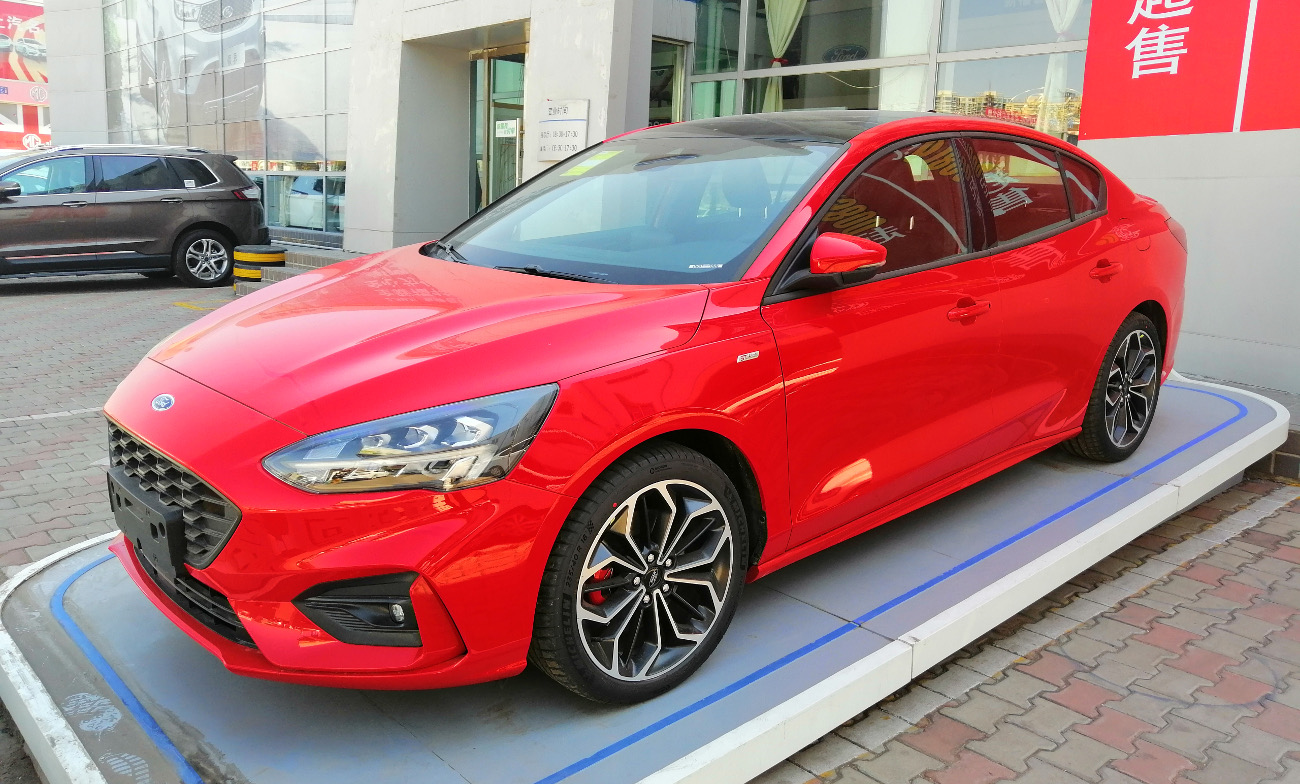
Ford Focus IV Sedán

El Ford Focus és un automòbil compacte fabricat per Ford Motor Company i venut en la majoria de mercats on Ford ven. Va ser presentat a Europa el 1998 i el 2002 a Austràlia. Des de la seva presentació, és el cotxe més venut a Regne Unit. El 2004 va presentar-se la segona generació del Ford Focus. El Focus substitueix al Ford Escort, i als mercats de Nova Zelanda, Austràlia i Japó, al Ford Laser.

## Primera generació (1998-2004)

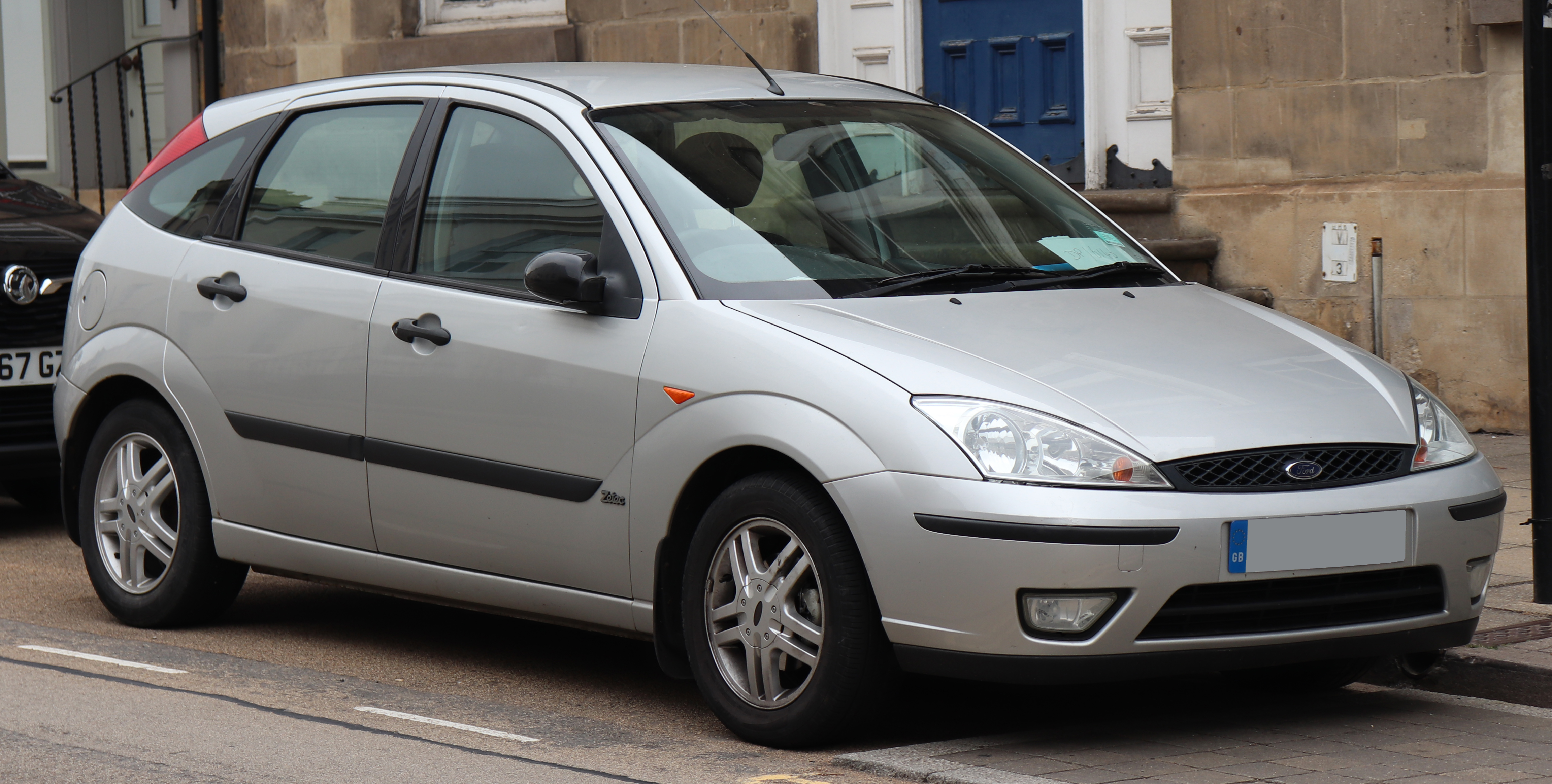
Ford Focus del 2001-2004

Conegut com a CW170 durant la seva creació, el nom de Focus va ser emprat d'un Ghia concept car al Saló de l'Automòbil de Ginebra del 1991.
L'interior del vehicle tenia un estil molt radical, amb moltes línies corbades. Exteriorment es va equipar una suspensió posterior independent tipus multi link (anomenada "Control Blade") per donar-li una millor agilitat i comoditat en la conducció.
Capacitat del portaequipatges: 350 cm3, versió amb porta posterior
El Focus s'ha comercialitzat en diferents carrosseries: hatchback de 3 i 5 portes, sedan de 4 portes i familiar de 4 portes.
El 2001 el Focus rep un restyling que afecta el Focus i que, a grans trets, afecta en els fars davanters, que passen a integrar els llums direccionals, para-xocs sense les llums direccionals, graella nova, nous fars antiboira en l'exterior, i en l'interior, modificacions al tauler central del cotxe com un sotagot i una sèrie d'equipament opcional que s'ofereix, com fars de xenó o sistema de navegació.

### Motors i transmissions

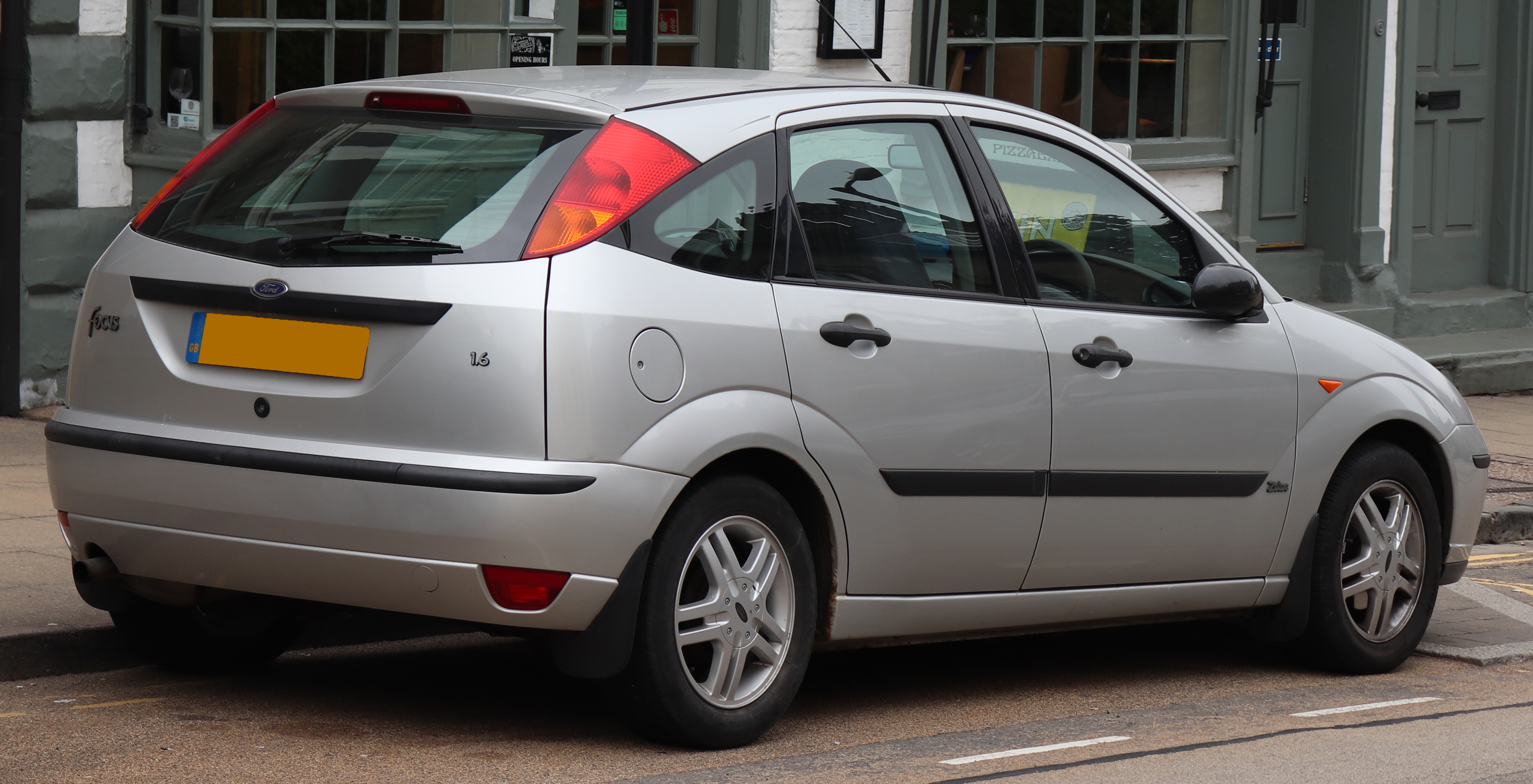
Vista posterior d'un Ford Focus del 2003

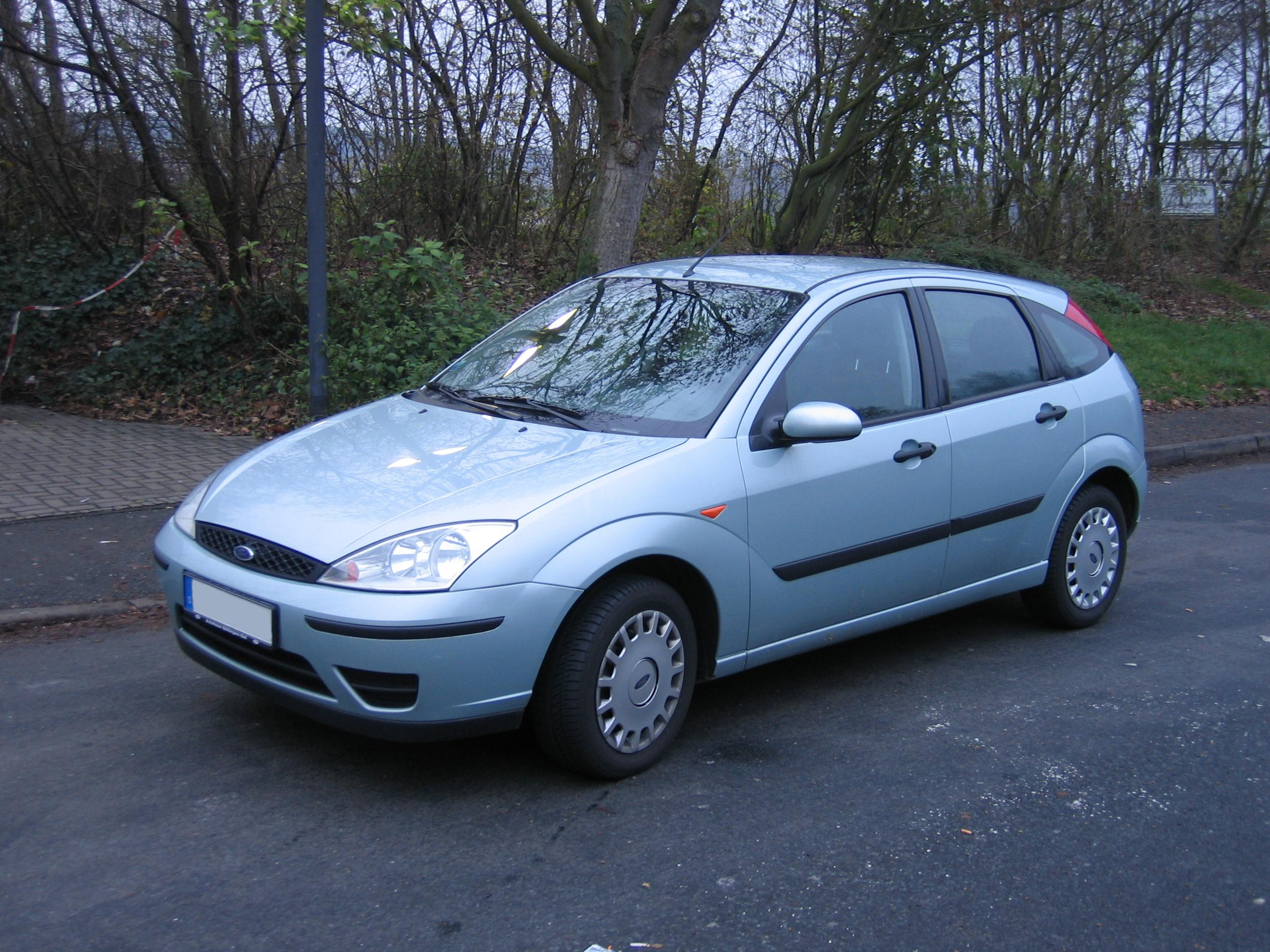
Ford Focus del 2001-2004

En aquesta taula s'exposa l'ampli ventall de motors que han estat disponibles pel Ford Focus. A partir del restyling del Focus, s'introdueix el motor TDCI i el 1.6 L flexible, capaç de funcionar amb gasolina i alcohol (a Europa, només a Suècia es va comercialitzar).
El 2002, desapareixen els TDDI i ja només s'ofereixen TDCI com a opcions dièsel.
| Motor            | Combustible      | Mercat | Potència | Torsió  |
| ---------------- | ---------------- | ------ | -------- | ------- |
| 1.4 L Zetec-SE   | gasolina         | Europa | 75 cv    | 123 N·m |
| 1.6 L Zetec-SE   | gasolina         | Europa | 100 cv   | 145 N·m |
| 1.6 L Zetec-SE   | gasolina/alcohol | Brasil | 109 hp   | n/a     |
| 1.8 L Zetec-E    | gasolina         | Europa | 115 cv   | 160 N·m |
| 1.8 L TDDI       | dièsel           | Europa | 75 cv    | 175 N·m |
| 1.8 L TDDI       | dièsel           | Europa | 90 cv    | 200 N·m |
| 1.8 L TDCI       | dièsel           | Europa | 115 cv   | 250 N·m |
| 2.0L Zetec-E     | gasolina         | Europa | 130 cv   | 178 N·m |
| 2.0 L Duratec-ST | gasolina         | Europa | 173 cv   | 196 N·m |
| 2.0 L Duratec-RS | gasolina         | Europa | 215 cv   | n/a     |

En transmissions va haver-hi força opcions:
- Manual de 5 velocitats MTX-75 per als 1.8 L, 2.0 L i RS.
- Manual de 5 velocitats IB5 per als 1.4 L i 1.6 L.
- Manual de 6 velocitats Getrag 285 per al ST170.
- Automàtica de 4 velocitats 4F27E per als 1.6 L i 2.0 L.

### Resposta del mercat
El Ford Focus va ser ben acollit per la premsa de l'automòbil. Rígid, amb suspensions independents i una posada a punt del xassís molt encertada, conferien al Focus una bona adherència a l'asfalt i una bona capacitat de portaequipatges, va fer que el Focus fos considerat un dels millors vehicles de la seva categoria, superant en alguns aspectes als seus rivals com el Volskwagen Golf o l'Opel Astra.
No obstant això, els acabats interiors sí que van rebre certes crítiques en comparació a l'Astra i el Golf, si bé se cert que aquest últim era molt més car que el Focus.

### ST170 i RS

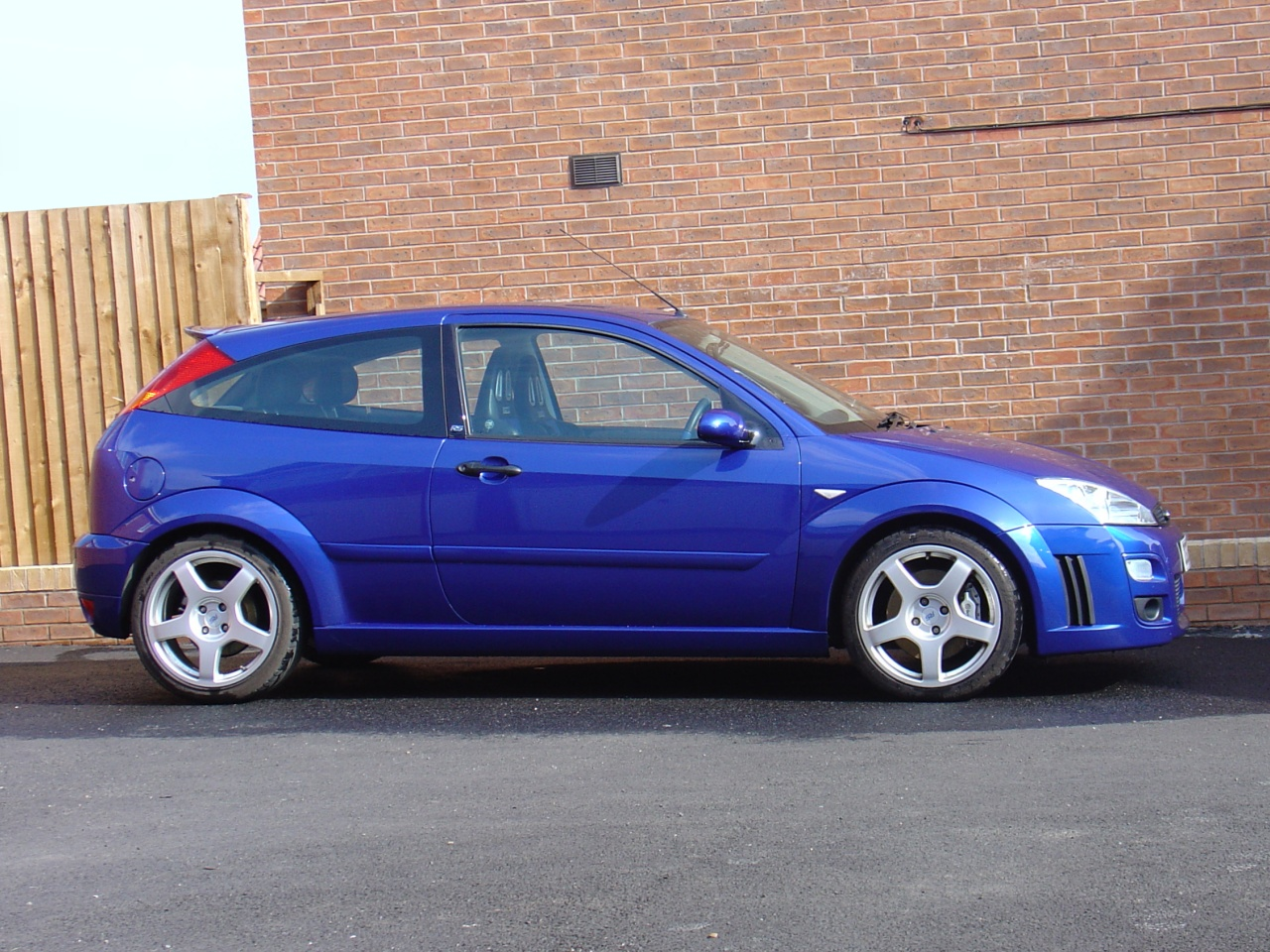
Ford Focus RS

La versió ST170 va ser comercialitzada el 2002. Es tracta de la versió internacional del Ford Focus SVT, un cotxe que només podia adquirir-se al mercat nord-americà. L'ST170 només va estar disponible en certs mercats de Ford.
Basat amb el Focus existent, se li afegien unes llantes de 17", alarma, airbags laterals, seients Recaro en opció i un equip estèreo amb subwoofer 9006 (per Austràlia a més, una carrosseria personalitzada en opció). Mecànicament, VVT, catalitzador esportiu, una culata de major aspiració, frens de disc a les 4 rodes (300 mm davant i 280 mm darrere), bomba de direcció de major potència i una caixa manual de 6 velocitats Getrag 285.
La versió RS va presentar-se el 2002. El paquet "RS" reapareix de nou des de l'anterior Ford Escort RS 2000. Mecànicament, equipa un motor 2.0L Zetec-E reanomenat "Duratec-RS" amb turbocompressor, donant-li una potència de 215 cv. Estèticament, té majors canvis que l'ST170, com un para-xocs exclusiu de fàbrica (disseny pensat per facilitar l'entrada d'aire cap al intercooler), llantes de 18" i una direcció més ràpida, a part d'uns discs de frens de major mida. El 2004 es deixa de produir-se el RS.

## Segona generació (2005-)

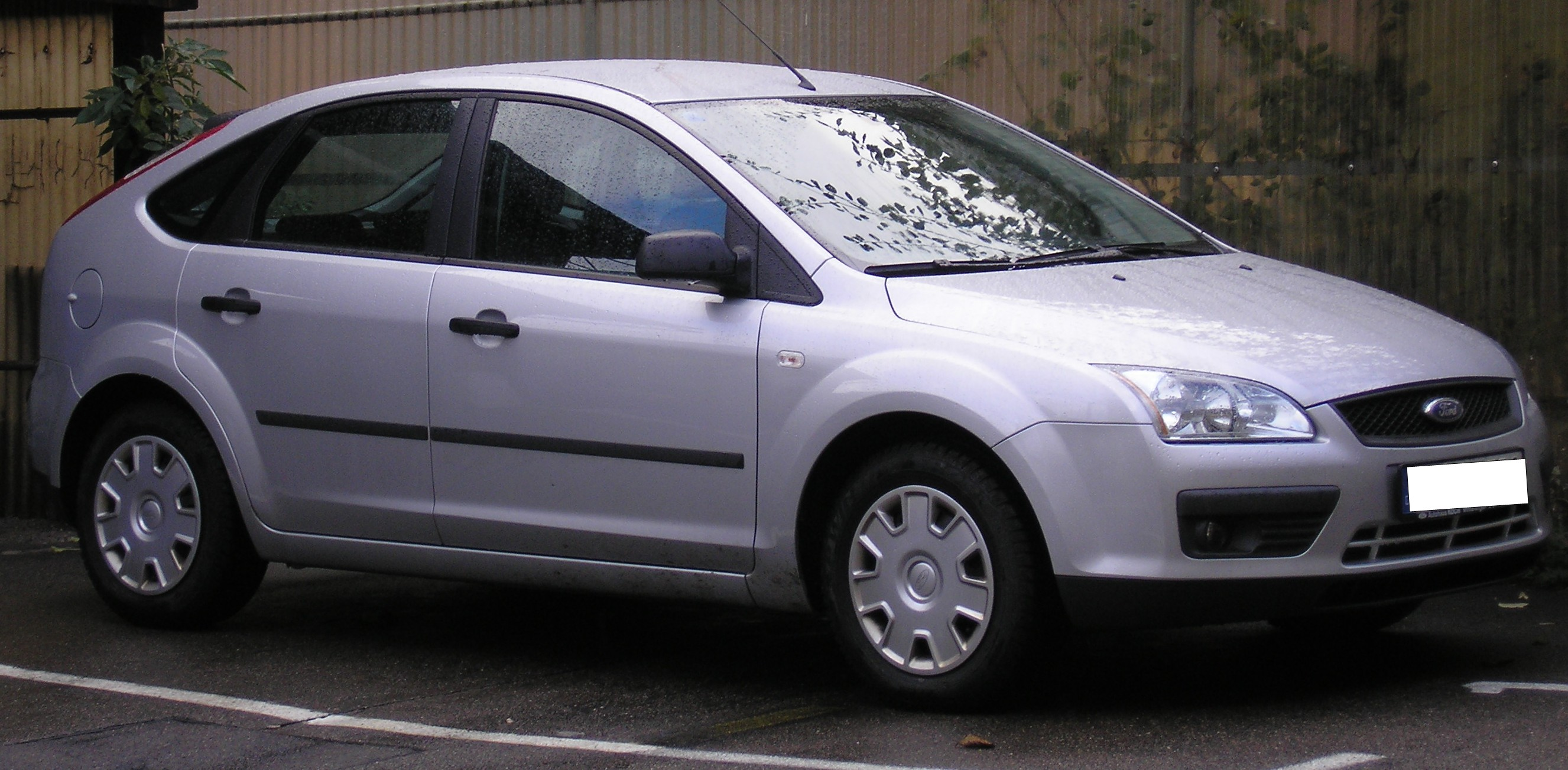
Ford Focus del 2005-2006

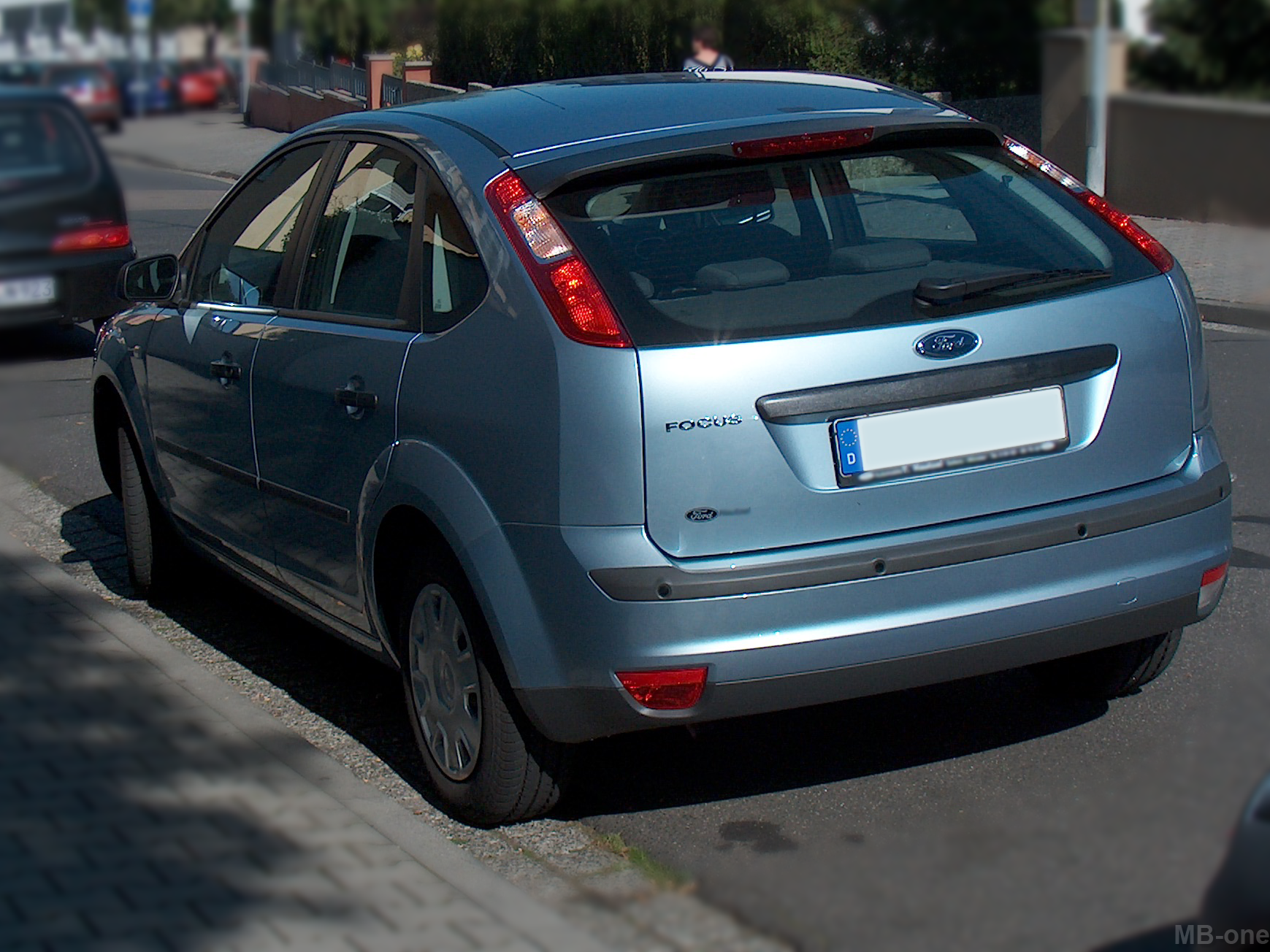
Vista posterior d'un Ford Focus del 2005-2006

El nou Ford Focus va ser presentat al Paris Motor Show de setembre del 2004. Disponible amb les mateixes carrosseries que en l'anterior generació, això és, hatchback de 3 i 5 portes, sedan i familiar (wagon) de 4 portes.
Aquesta nova generació, anomenada anteriorment en codi "C307", utilitza un nou xassís, el C1 de Ford, que comparteix amb el Mazda3, Volvo S40 i Focus C-MAX. En dimensions el nou Focus augmenta, 25 mm més de batalla, 168 mm més de llargada, 8 mm més d'alçada i sobretot, 138 mm més d'amplada.
Mides del Focus:
Batalla (Wheelbase): 2,615 m
Llargada (Length): 4,342 m versió amb porta posterior; 4,488 m versió sedan; 4,472 m versió wagon
Amplada (Width): 1,840 m
Alçada (Height): 1,497 m; 1,501 m versió wagon
Capacitat del dipòsit: 55 l
Capacitat del portaequipatges: 385 cm3, versió amb porta posterior; 526 cm3, versió sedan; 482 cm3, versió wagon

### Motors i transmissions
En aquesta taula s'exposa l'ampli ventall de motors que estan disponibles pel Ford Focus. Acceleració equival al temps que inverteix a cobrir els 0-100 km/h. El consum és una mitjana entre ciutat/carretera/autopista, excepte 1.4 L on és carretera/ciutat.
En Transmissions, pot elegir-se amb una Durashift manual de 5 i 6 velocitats, una Durashift automàtica de 4 velocitats o una Durashift CVT.

### Facelift

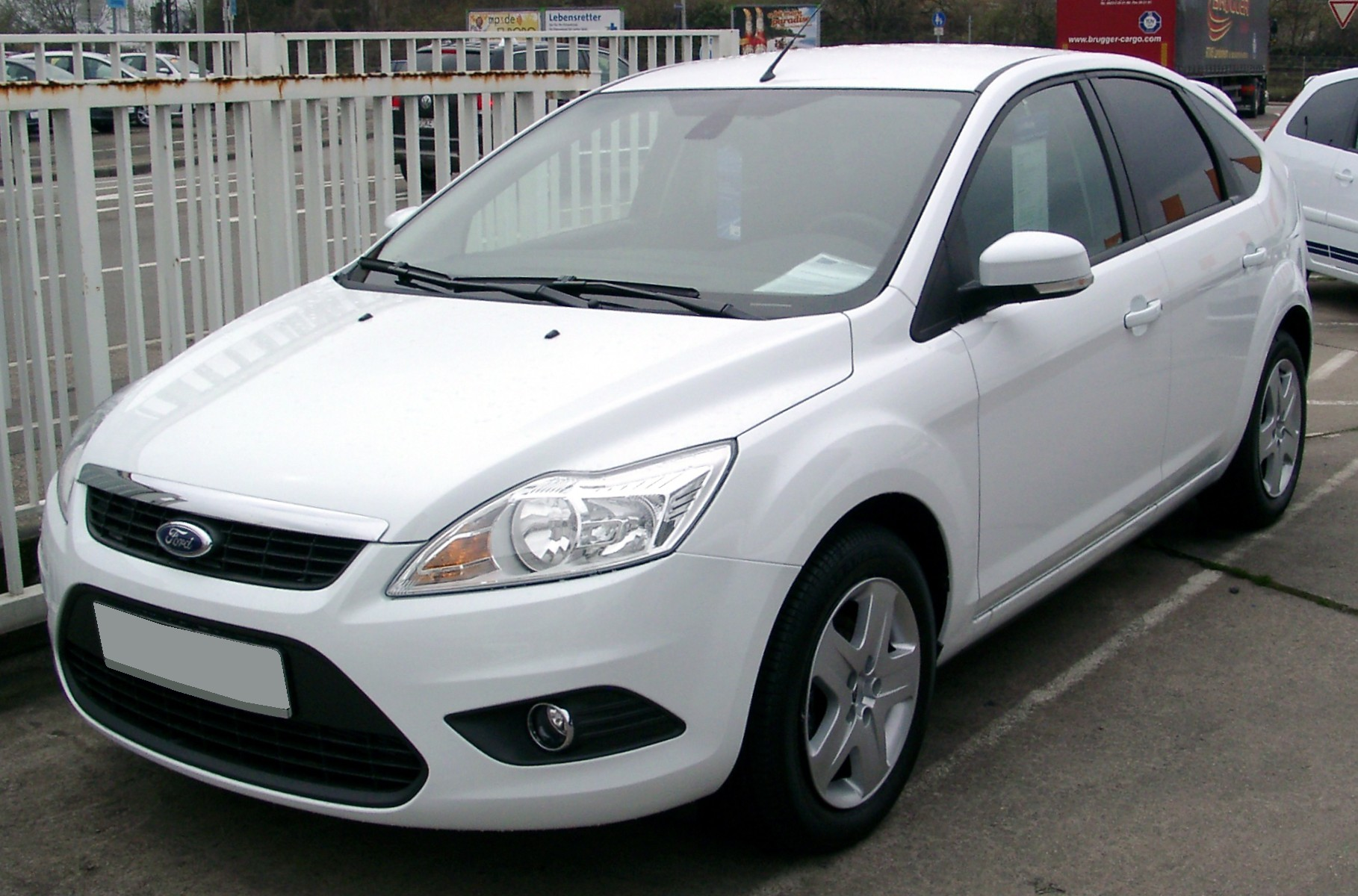
Imatge d'un Focus 2008

En el Frankfurt Motor Show de setembre de 2007 Ford va presentar la versió actualitzada del Focus que s'ha començat a vendre a partir del 2008. Principalment aquestes millores s'han centrat en:
- Nou frontal. Prenent com a referència les línies mestres dels monovolums Ford S-MAX i Galaxy, es canvien els fars, graella, s'intordueix el crom i es canvia el disseny de les entrades d'aire, així com el capó.
- Fars posteriors canvien el lleugerament el seu disseny i son tipus LED.
- Retrovisors més grans.
- Intermitents (direccionals) ara integrats als retrovisors.
- Es canvia lleugerament el disseny del vidre i porta posteriors.
- Millores en els cabats interiors i nou tauler d'instruments que faciliten la lectura d'aquests.
- Ignició del vehicle mitjançant un botó (paquets d'acabats superiors).
- Ford Easyfuel (elimina el tap d'omplir benzina).
- Activació de les llums d'emergència en cas de frenda rusca.
- Detector de pèrdua d'aire als pneumàtics.
- Connectivitat USB a través d'un connector auxiliar i connectors per iPOD.
- Connector de 230V posterior.
- Ford PowerShift, una transmissió de doble embragatge semblant a les DSG de Volskwagen.

Mecànicament segueix oferint-se la matèixa oferta. Destacar que en el mateix certàmen de Frankfurt, Alemanya del 2007 es va presentar el Focus ECOnetic, un model que equipa el motor 1.6 Duratorq TDCi amb filtre antipartícules DPF.

### Resposta del mercat
Dinàmicament, el nou Focus rep una bona crítica, considerant el Focus com una referència en estabilitat, ja que li atorguen el millor xassís de la seva categoria, superant al Volskwagen Golf i a l'Opel Astra. Alguns crítics creuen que el BMW Sèrie 1 ofereix una "millora" respecte de la conducció (és un vehicle de propulsió) o que el Volskwagen Golf té un confort lleugerament superior.
Potser la crítica més important recau en el disseny general, ja que consideren poc original els traços de la carrosseria si es compara amb el New Edge del seu predecessor.
Els acabats interiors no se salven de la critica, i tot i representar una millora significant en la qualitat dels acabats, consideren que és un interior molt seriós, estil "alemany", però destaca l'ús de millors plàstics respecte de la generació anterior. No obstant això, es considera el Focus encara per davall del Volskwagen Golf en qualitat dels interiors.

### ST i Coupé-Cabriolet

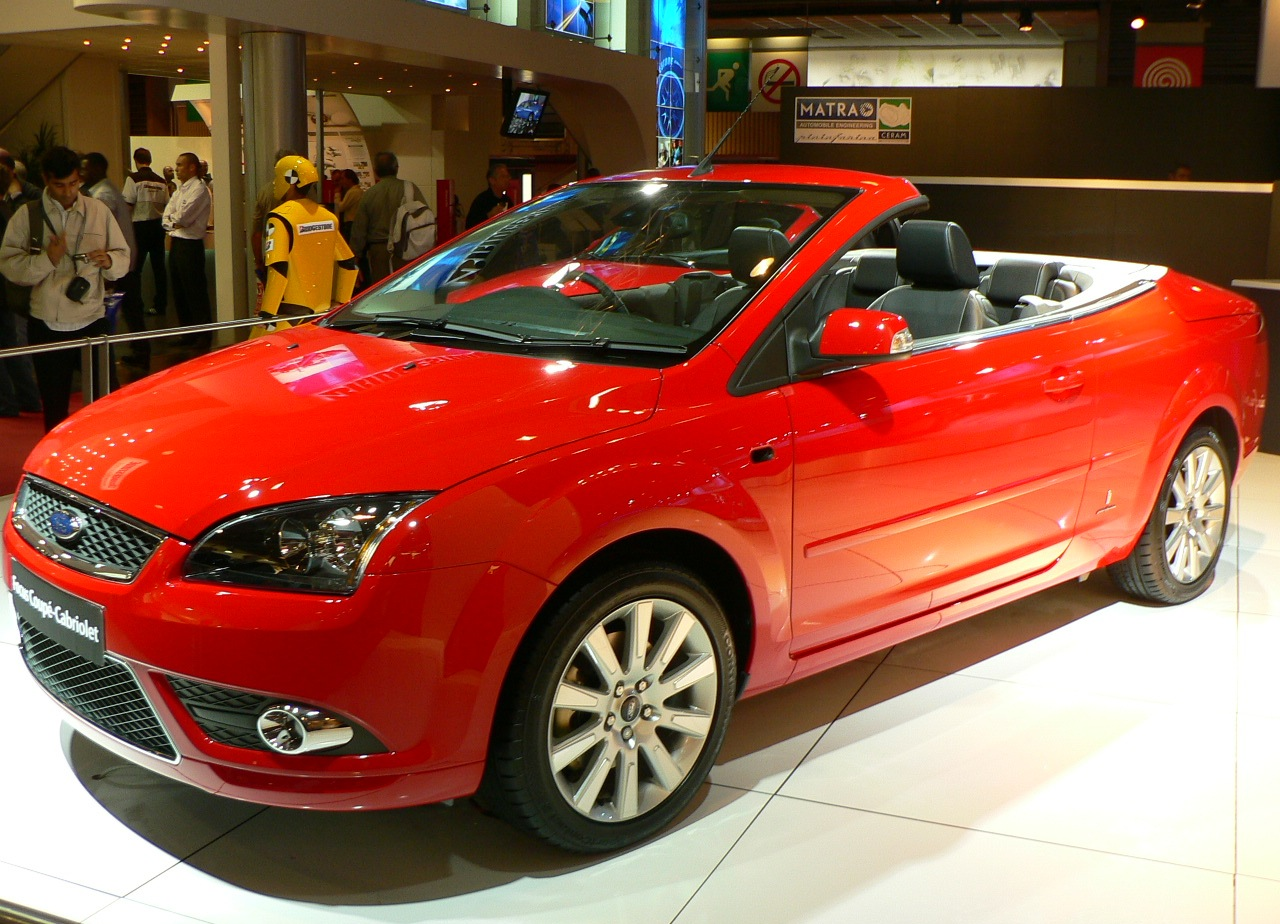
Ford Focus Coupé-Cabriolet

El 2005 Ford presenta el Focus ST o XR5 Turbo (exclusiva del mercat australià), disponible en carrosseria hatchback de 3 i 5 portes (5 portes únicament pel XR5). Mecànicament equipa un 2.5 L Duratec-HE, similar al T5 del Volvo S40 i Volvo V50/V50: Motor de 5 cilindres en línia, de 2.5 L equipat amb un turbocompressor que desenvolupa 225 cv per al Focus. Amb aquest motor, el Focus ST té una acceleració de 0-100 km/h en 6,8 s i una velocitat màxima de 241 km/h.
Exteriorment el ST es distingeix de la resta per tenir una carrosseria ST amb un aleró posterior, llantes de 18", seients davanters Recaro i un paquet ST exclusiu a l'interior.
El Focus Coupé-Cabriolet va ser presentat per primer cop al Geneva Motor Show de febrer del 2006. Originalment anomenat Vignale pel dissenyador Pinnifarina al Frankfurt Motor Show del 2005. El nou Coupé-Cabriolet sortí a la venda des d'octubre del 2006. Destaca per tenir una carrosseria cupè descapotable però de sostre dur que s'acciona electrònicament, capaç de plegar-se en 29 segons.

### Focus ECOnetic
Tal com passa amb els Bluemotion de Volskwagen, es tracta d'un Focus 2008 amb certes modificacions que permeten reduir el consum i emissions del vehicle. En el cas del Ford, el vehicle usa carrosseria 5 portes, motor turbodièsel 1.6 TDCI de 109 cv amb les següents modificacions:
- Filtre de partícules DPF.
- Oli de baixa viscositat pel motor
- Reprogramació de la bomba electrohidràulica de la direcció
- Reducció del coeficient aerodinàmic a 0,31 (en comptes dels 0,32).
- Reducció de la suspensió en 10 mm i 8 mm (davantera i posterior respectivament).
- Pneumàtics de baixa fricció.

Tots aquests canvis permeten crear un vehicle capaç d'oferir unes emissions de CO₂ de 115g/km i un consum de 4,3 Litres per 100 km.